# Municipio de Mazsalaca
El municipio de Mazsalacas (en Letón: Mazsalacas novads) es uno de los ciento diez municipios de Letonia, se encuentra localizado en el suroeste de dicho país báltico. Fue creado durante el año 2009 después de una reorganización territorial. La ciudad capital es la ciudad de Mazsalaca.

## Ciudades y zonas rurales
- Mazsalaca (Ciudad con zona rural)
- Ramatas pagasts (zona rural)
- Sēļu pagasts (zona rural)
- Skaņkalnes pagasts (zona rural)

## Población y territorio
Su población se encuentra compuesta por un total de 4.042 personas (2009). La superficie de este municipio abarca una extensión de territorio de unos 417,9 kilómetros cuadrados. La densidad poblacional es de 9,67 habitantes por cada kilómetro cuadrado.